# غاري أوسبورن
غاري أوسبورن (بالإنجليزية: Gary Osborne)‏ هو مغن مؤلف وموسيقي وشاعر بريطاني، ولد في 18 أبريل 1949 في لندن في المملكة المتحدة.

## وصلات خارجية
- غاري أوسبورن على موقع IMDb (الإنجليزية)
- غاري أوسبورن على موقع ميوزك برينز (الإنجليزية)
- غاري أوسبورن على موقع أول ميوزيك (الإنجليزية)
- غاري أوسبورن على موقع ديسكوغز (الإنجليزية)